# Min mor er pink
|  | Denne artikel er oprettet af botten Steenthbot ud fra en ekstern database. Den kan derfor have sproglige fejl eller mangler. Denne skabelon kan fjernes efter kontrol af indholdet. |

Min mor er pink er en dansk dokumentarfilm fra 2017 instrueret af Cecilie Debell og Mariella Harpelunde Jensen.

## Handling
Hvordan finder man sig selv, når hele ens barndom har været præget af kaos, usagtheder og et kludetæppe af mærkværdige historier?
Performancekunsteren Michael Richardt og hans mor Malou har stærke bånd til hinanden. Men store ubesvarede spørgsmål lurer under overfladen, og bag Michaels ekspressive og flamboyante ydre gemmer der sig en hård familiehistorie om social arv. I jagten på at forstå sit ophav inviterer Michael derfor sin mor med ud på en roadtrip til nogle af fortidens nøglesteder. Forude venter et dokumentarisk eventyr fuld af overraskelser og tilfældige, men sært meningsfulde møder med gamle venner og forstående fremmede, der alle giver mor og søn noget, de savnede. Cecilie Debell har skabt en rørende, morsom og nærmest overrumplende livlig familiehistorie, hvor fantasien får det første og sidste ord. Og et filmisk brev om tolerance i en tid, der har hårdt brug det.